# III. Alexiosz bizánci császár
III. Alexiosz, magyarosan III. Elek, eredetileg Alexiosz Angelosz (ógörögül: Αλέξιος Γ' Άγγελος, 1153 körül – Nikaia, 1211) bizánci császár (uralkodott 1195. április 8-tól 1203. július 17-ig), az Angelosz-dinasztia második uralkodó tagja, II. Iszaakiosz bátyja volt. Öccsétől bitorlással szerezte meg a trónt, de uralkodóként tehetségtelennek, pazarlónak és gyengének bizonyult. Képtelen volt szembeszállni a birodalmat fenyegető veszélyekkel; végül a velenceiek és a keresztes hadak űzték el trónjáról, restaurálva bátyja hatalmát.

## Útja a trónig
Alexiosz életéről nem sokat tudunk. I. Alexiosz legkisebb lányától, Theodóra Komnénétől és az Angeloszok hatalmát megalapozó Kónsztantinosz Angelosztól származott Andronikosz nevű apja, aki tisztként szolgált Anatóliában. I. Andronikosz (1183–1185) véreskezű uralma ellen apjával és fivérével, a nála fiatalabb Iszaakiosszal együtt fellázadt, de a felkelés leverése után menekülnie kellett. Keleten, különböző muszlim fejedelmeknél bujkált. Eközben 1185-ben a népharagot meglovagolva Iszaakiosz megdöntötte Andronikosz hatalmát, és II. Iszaakiosz néven megszerezte a császári trónt. Alexiosz szebasztokratóri rangot kapott fivére udvarában, azonban többre vágyott. 1195. április 8-án a bolgár hadjáratra készülő Iszaakioszot elfogta, megvakíttatta és bebörtönöztette. A hatalomátvétel megszervezésében és lebonyolításában energikus felesége, Euphroszüné Dukaina Kamaterina segítette Konstantinápolyban.

## Uralkodása
Alexiosz gyenge, élvhajhász és pazarló uralkodónak bizonyult. A külpolitikai kihívásokkal képtelen volt megbirkózni: mivel a bizánci sereg szétzüllött, jobb híján diplomáciai megoldásokkal próbálkozott. Ezek azonban nem hoztak sok eredményt. A bolgárok 1195-ben és 1196-ban feldúlták Szerrhész környékét, mire a császár tárgyalásokba kezdett velük. Mivel nem jutottak eredményre, Alexiosz kormányzata jobbnak látta meggyilkoltatni a balkáni nép vezéreit, Pétert (1196), majd öccsét, I. Iván Aszent (1197). Péter gyilkosát, Ivanko bojárt azonban nem tudta trónhoz juttatni a sereg gyengesége miatt, így miután Konstantinápolyba menekült, inkább elismerték Philippopolisz (a mai Plovdiv) helytartójának és a balkáni hadsereg parancsnokává tették. Ivanko azonban rövidesen inkább átállt az Aszen meggyilkolását követően cári címet szerző Kalojan oldalára. Haddal nem is lehetett vele leszámolni, végül csellel fogták el, így sikerült visszaszerezni a területeit.
A bolgárok függetlenedésekor egy Dobromir Hriz (Khrüszosz) nevű bojár a Vardar vidékén önálló területet hasított ki magának. III. Alexiosz megpróbálta Dobromirt a terület bizánci helytartójának elismerni, és még Iszaakiosz nevű fia lányát, Theodórát is hozzáadta. Hriz azonban hozzá csatlakozó bizánci tisztekkel inkább a terjeszkedést választotta: Makedónia jelentős részét elfoglalta (Bitola, Prilep), és Hellaszba is betört. Hriz szintén Kalojan mellett foglalt állást, aki 1202-ben meghódította területeit. Az elerőtlenedett bizánci rezsim a másik balkáni dinasztikus kapcsolatát sem tudta hasznosítani: hiába volt az 1196-ban trónra lépő szerb I. István Alexiosz veje, a császártól nem remélhetett segítséget a fivére, Vukan és a magyarok elleni harcban.

## Száműzetésben
Hamarosan megpróbálta visszaszerezni trónját: a lázadó Murtzuphlosz hadvezérrel vette fel a kapcsolatot, de nem járt sikerrel. Görögországban jártában időközben hozzá csatlakozott feleségével, Eufrozinával együtt a Balkán nagy részét uraló thesszalonikéi királynak, Montferrati Bonifácnak megadta magát, majd az épeiroszi despotához, Dukász Mihályhoz, végül pedig vejéhez, Laszkariszhoz menekült, aki Kis-Ázsiában harcolt a latinok ellen. Az ikóniumi szeldzsuk szultán támogatásával követelte Laszkarisz koronáját, aki leverte és foglyul ejtette őt. Kolostorba száműzve élte le élete hátralevő részét. Halálának időpontja nem ismeretes.